# Comuna Kozînți, Borodeanka
Kozînți (în ucraineană Козинці) este o comună în raionul Borodeanka, regiunea Kiev, Ucraina, formată din satele Dibrovo-Leninske și Kozînți (reședința).

## Demografie
Componența lingvistică a comunei Kozînți
     Ucraineană (97,73%)
     Rusă (2,07%)
     Alte limbi (0,13%)
Conform recensământului din 2001, majoritatea populației comunei Kozînți era vorbitoare de ucraineană (97,73%), existând în minoritate și vorbitori de rusă (2,07%).